# Martin Agricola
Martin Agricola (Schwiebus, 6 gennaio 1486 – Magdeburgo, 10 giugno 1556) è stato un compositore e teorico della musica tedesco del rinascimento.

## Biografia

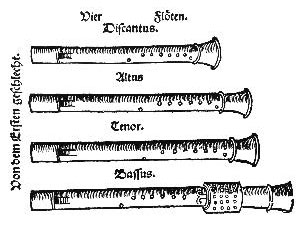
Illustrazione da Musica instrumentalis deudsch, 1529

Agricola nacque a Schwiebus, odierna Świebodzin, in Bassa Slesia. Il suo cognome tedesco era Sohr o Sore.
Autodidatta di formazione, dal 1524 fino alla morte visse a Magdeburgo, dove era insegnante o cantor nella locale scuola protestante. L'editore musicale e senatore Rhau, di Wittenberg, fu un intimo amico di Agricola, che pubblicò le opere teoriche, contenenti materiali didattici relativi al passaggio dalla vecchia alla nuova notazione musicale.
Fra i lavori teorici di Agricola si ricorda Musica instrumentalis deudsch (1529), uno studio sugli strumenti musicali, uno dei più importanti trattati sulla prima organologia ed uno dei primi libri di rudimenti di musica.
Agricola fu anche il primo compositore ad armonizzare il corale in quattro parti Ein' feste Burg  di Martin Lutero.